# Emily Nanziri
Emily Nanziri (sinh ngày 25 tháng 11 năm 1987) là một  vận động viên chạy nước rút người Uganda thi đấu chủ yếu ở 400 mét. Cô đại diện cho đất nước của mình tại ba Đại hội Khối thịnh vượng chung liên tiếp, bắt đầu từ năm 2010.

## Giải đấu quốc tế
| Năm                 | Giải đấu              | Địa điểm                | Thứ hạng            | Nội dung            | Chú thích           |
| Representing Uganda | Representing Uganda   | Representing Uganda     | Representing Uganda | Representing Uganda | Representing Uganda |
| ------------------- | --------------------- | ----------------------- | ------------------- | ------------------- | ------------------- |
| 2008                | African Championships | Addis Ababa, Ethiopia   | 19th (h)            | 400 m               | 57.16               |
| 2009                | Universiade           | Belgrade, Serbia        | 25th (h)            | 200 m               | 25.00               |
| 2009                | Universiade           | Belgrade, Serbia        | 13th (sf)           | 400 m               | 55.41               |
| 2010                | African Championships | Nairobi, Kenya          | 11th (sf)           | 400 m               | 54.37               |
| 2010                | African Championships | Nairobi, Kenya          | 6th                 | 4 × 400 m relay     | 3:41.24             |
| 2010                | Commonwealth Games    | Glasgow, United Kingdom | 20th (sf)           | 400 m               | 54.94               |
| 2010                | Commonwealth Games    | Glasgow, United Kingdom | 8th (h)             | 4 × 400 m relay     | 3:39.301            |
| 2014                | Commonwealth Games    | Glasgow, United Kingdom | 40th (h)            | 400 m               | 59.02               |
| 2018                | Commonwealth Games    | Gold Coast, Australia   | 17th (sf)           | 400 m               | 54.10               |
| 2018                | Commonwealth Games    | Gold Coast, Australia   | 8th                 | 4 × 400 m relay     | 3:35.03             |
| 2019                | World Relays          | Yokohama, Japan         | 19th (h)            | 4 × 400 m relay     | 3:35.02             |

1 bị loại trong trận chung kết

## Thành tích cá nhân tốt nhất
Ngoài trời
- 200 mét - 24,15 (Nairobi 2011)
- 400 mét - 53.30 (Kampala 2014)
- 800 mét - 2: 09.71 (Kampala 2018)